# The Lodberrie

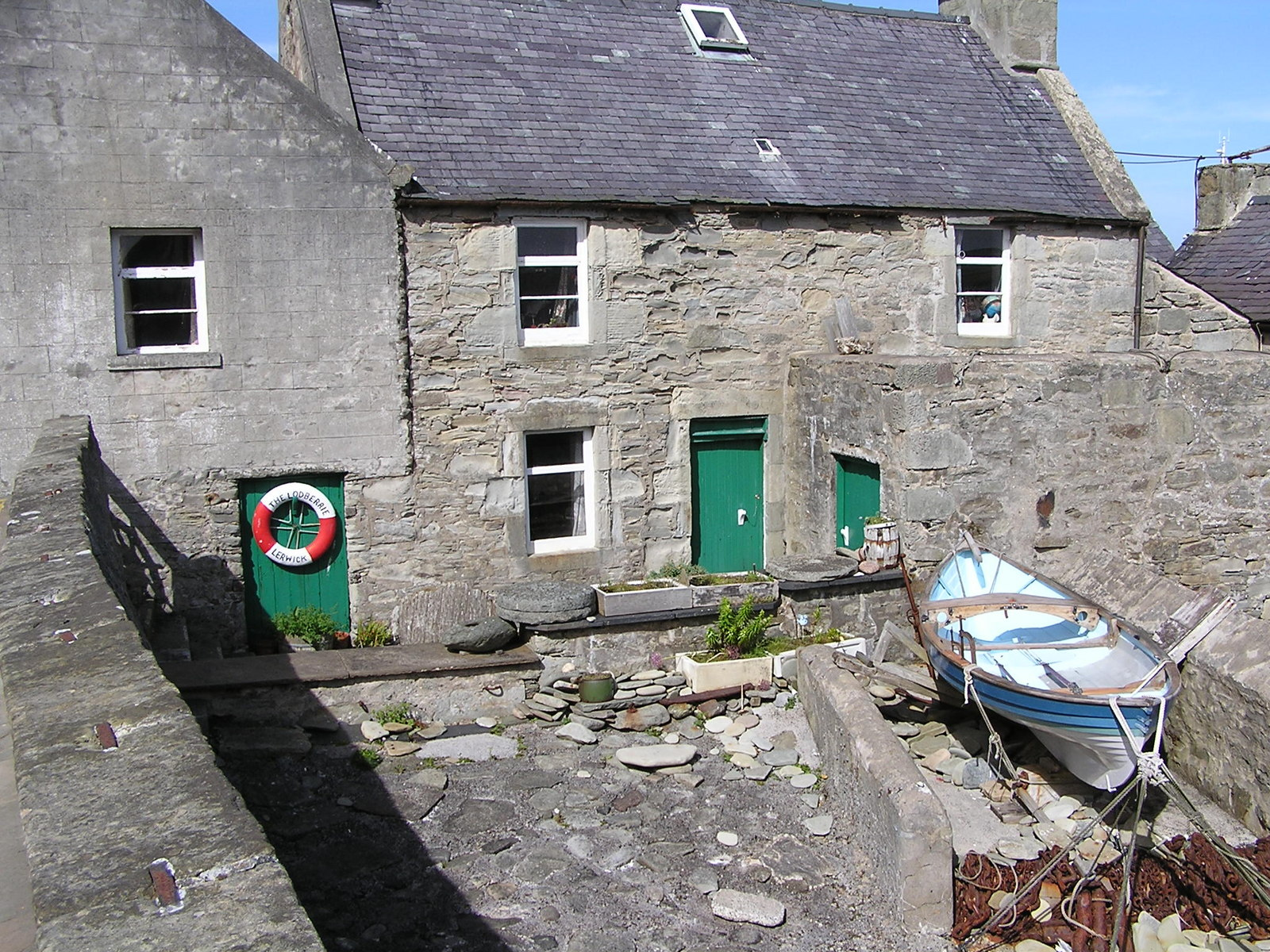
The Lodberrie

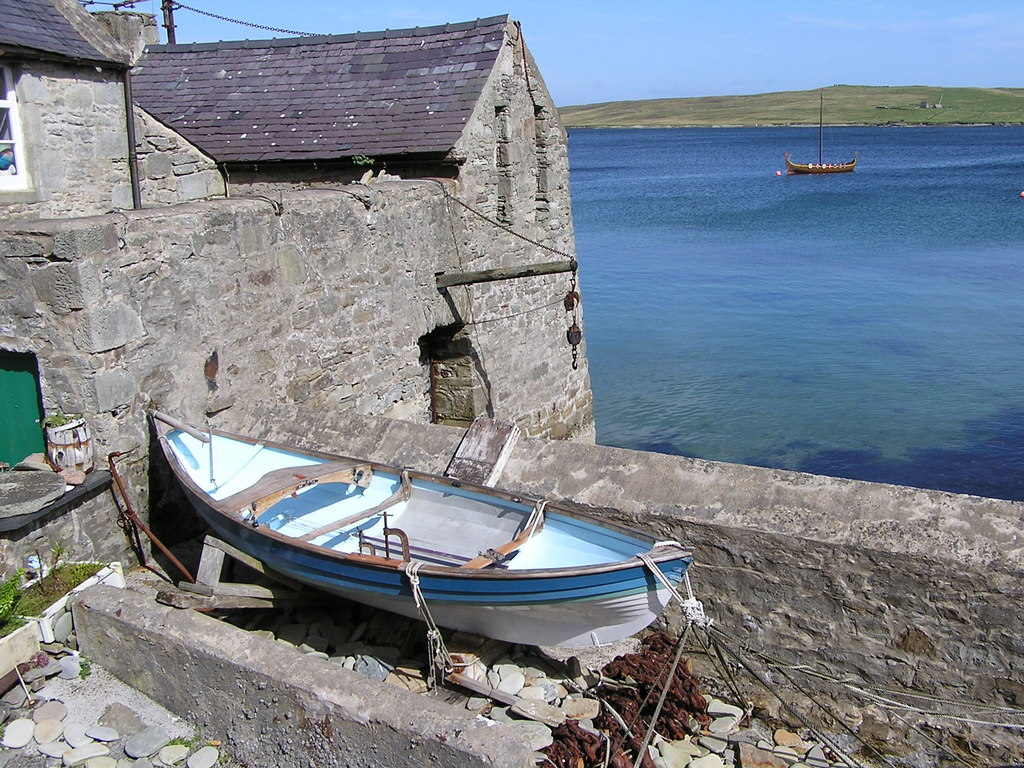
Blick Richtung Meer

The Lodberrie, auch Robertson’s Lodberry, ist ein Wohn- und ehemaliges Geschäftsgebäude in der schottischen Stadt Lerwick auf der Shetlandinsel Mainland. Es befindet sich unter der Adresse 20 Commercial Street und liegt direkt am Bressay Sound. 1971 wurde das Bauwerk in die schottischen Denkmallisten in der höchsten Kategorie A aufgenommen.

## Geschichte
Als Lodberrie oder Lodberry bezeichnet man auf den Shetlandinseln die für den Schiffshandel direkt an der Wasserlinie liegenden Gebäude. Der Ausdruck leitet sich wahrscheinlich von altnordisch hlaðberg für einen „natürlichen Pier“ ab. Das Gebäude wurde wahrscheinlich im späten 18. oder frühen 19. Jahrhundert für John Robertson erbaut, dem damaligen Baillie von dessen Namen sich auch die Bezeichnung Robertson’s Lodberry ableitet. Zusammen mit Charles Marrylees war Robertson Vertreter der Reederei North of Scotland and Orkney and Shetland Steam Navigation Company, die im Nachbargebäude ein Lagerhaus betrieb. Später kamen weitere Lodberries anderer Schiffsgesellschaften entlang der Commercial Street hinzu, die heute jedoch auf Grund ihres geringeren Alters und ihrer schlechteren Erhaltung von geringerem historischen Wert sind. Im Zuge der Modernisierung der Commercial Street um 1950, wurden kleinere Veränderungen an der Befensterung der zur Straße weisenden ehemaligen Werkstatt vorgenommen. In den 1980er Jahren wurde The Lodberrie modernisiert. Es gehört zu den meistfotografierten Bauwerken auf den Shetlandinseln und gibt einen guten Eindruck über das Aussehen der Küste Lerwicks bis ins späte 19. Jahrhundert. 2009 wurde The Lodberry in das Verzeichnis gefährdeter denkmalgeschützter Bauwerke in Schottland aufgenommen. Sein Zustand wird jedoch als gut und die Gefährdung als minimal eingestuft.

## Beschreibung
The Lodberry ist eine enggebaute Gebäudegruppe bestehend aus einem Wohngebäude, einer Werkstatt und einem zweistöckigen Lagerhaus. Das Lagerhaus ist mit einer meerseitigen Tür sowie einem Kran ausgestattet, um die Entladung von Schiffen zu ermöglichen. Das Mauerwerk an der Seeseite besteht aus Bruchstein und schließt mit einer Befestigung aus Sandstein ab. Zwei Fenster unterhalb des mit grauem Schiefer gedeckten Satteldachs weisen meerwärts. Das Wohngebäude ist zweistöckig. Ein Fenster im Erd- und zwei im Obergeschoss weisen nach Osten. Die Eingangstür ist von der Gebäudemitte nach links versetzt. An der nach Norden weisenden Seeseite ist eine Tür sowie oben rechts ein Fenster zu finden. Ein kleiner Anbau mit Pultdach grenzt an diese Gebäudeseite an. Die ehemalige Werkstatt befand sich 1950 in ruinösem Zustand und wurde weitgehend wieder hergerichtet. Das einstöckige Gebäude besitzt zwei Fenster und eine Tür zur Straße hin.